# 五井駅東口土地区画整理事業
五井駅東口土地区画整理事業（ごいえきひがしぐち とちくかくせいりじぎょう）は、千葉県市原市で施行される予定の土地区画整理事業。2026年（令和8年）度からの施行を予定している。

## 概要
市原市都市計画マスタープランにおいて、駅周辺にありながら低密度利用が行われている「駅勢圏活性化検討エリア」と「IC周辺開発誘導エリア」に位置づけられていた五井地区にある五井・平田・岩野見の各一部（合計45.89km2）を、「グリーン産業ゾーン」「文化交流ゾーン」「商業賑わいゾーン」「教育ゾーン」「住宅ゾーン」「産業ゾーン」の6とのゾーンに分けて開発する計画である。老朽化した市原市市民会館の移転や高等学校の誘致等が検討されている。

## 沿革
- 2023年（令和5年）3月18日 - 第1回五井駅東口土地区画整理協議会総会にて協議会規約の承認と119名の役員選任を行い協議会が発足[3]。

## 事業計画

### 各地区毎の状況
各地区の現在の状況は以下の通りである。
| 事業予定地 | 地権者数 | 筆数  | 面積         | 面積        | 面積         | 面積       |
| 事業予定地 | 地権者数 | 筆数  | 全体         | 公共用地    | 公共用地以外 | 測量増減   |
| ---------- | -------- | ----- | ------------ | ----------- | ------------ | ---------- |
| IC周辺地区 | 66名     | 173筆 | 114,600.00m2 | 19,419.60m2 | 93,512.00m2  | 1,668.40m2 |
| 平田地区   | 143名    | 386筆 | 208,100.00m2 | 31,329.32m2 | 171,751.71m2 | 5,018.97m2 |
| 岩野見地区 | 75名     | 144筆 | 136,200.00m2 | 8,926.40m2  | 124,088.10m2 | 3,185.50m2 |
| 合計       | 284名    | 703筆 | 458,900.00m2 | 59,675.32m2 | 389,351.81m2 | 9,872.87m2 |

### 各開発エリアの計画
各エリアの開発計画は以下の通りである。
- グリーン産業ゾーン：食農関連ビジネスの振興を図る。
- 文化交流ゾーン：老朽化した市原市市民会館の移転を含めた文化施設の配置を計画。
- 商業賑わいゾーン：更級周辺の商業施設との連携を図る。
- 教育ゾーン：高等学校等の誘致を含めた文教地区の形成を計画。
- 住宅ゾーン：現存している住宅エリアの維持及び拡大を図る。
- 産業ゾーン：IC周辺という好立地を活かした物流施設等の配置を計画。